# Dorfkirche Petkus

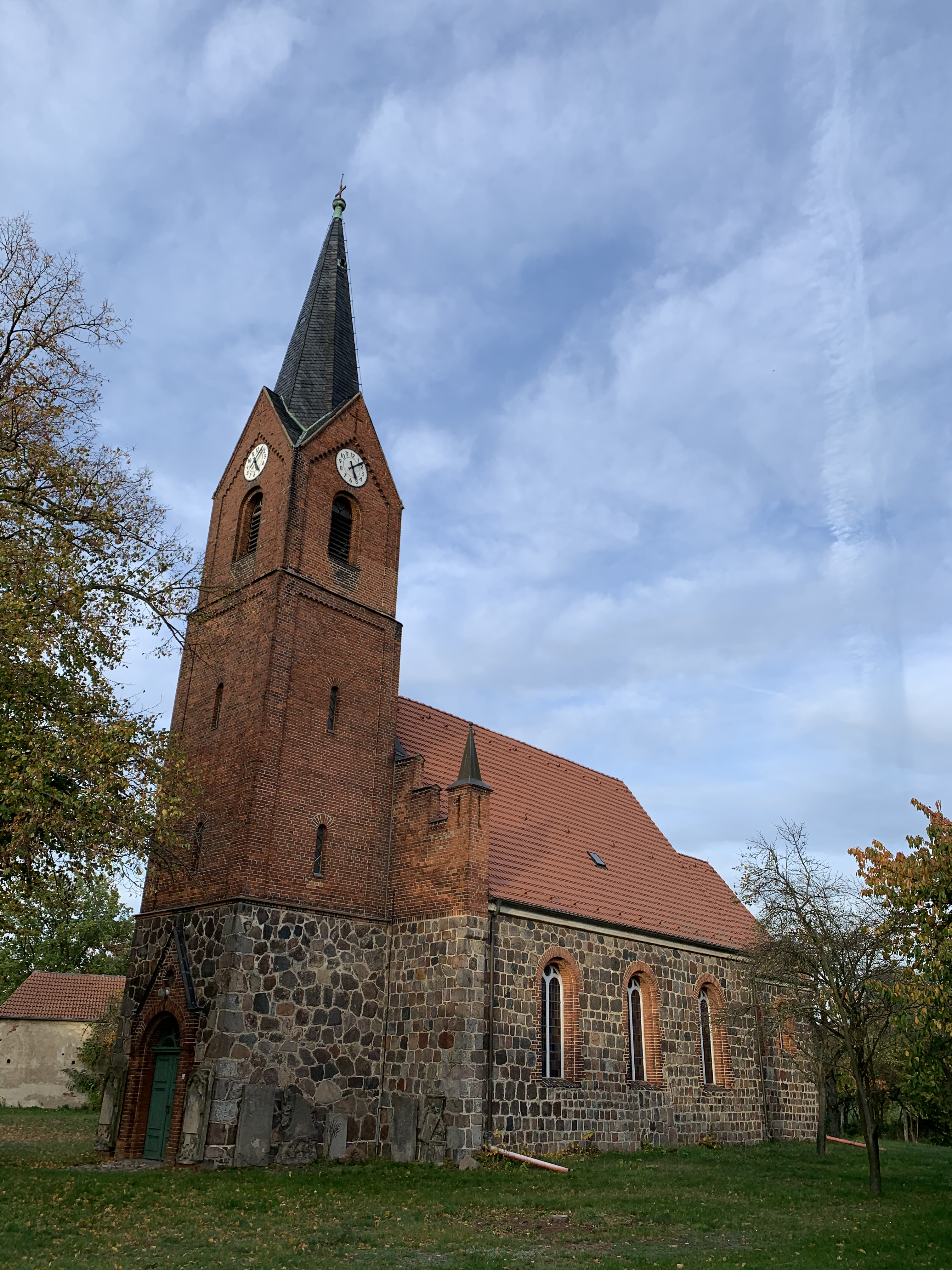
Dorfkirche in Petkus

Die evangelische Dorfkirche Petkus ist eine spätromanische Saalkirche in Petkus, einem Ortsteil der Stadt Baruth/Mark im Landkreis Teltow-Fläming in Brandenburg, Deutschland. Die zugehörige Kirchengemeinde gehört zum Pfarrsprengel Am Golmberg-Gebersdorf-Schlenzer im Kirchenkreis Zossen-Fläming der Evangelischen Kirche Berlin-Brandenburg-schlesische Oberlausitz.

## Lage
Die Bundesstraße 115 führt als Petkuser Hauptstraße von Westen kommend auf den historischen Ortskern zu verläuft dort in nordnordöstlicher Richtung aus dem Ort. Der östliche Teil des Angers wird von der Mitschurinstraße umspannt. Die Kirche steht im südwestlichen Bereich dieses Angers auf einem Grundstück, dass nicht eingefriedet ist.

## Geschichte
Der Bau stammt aus der ersten Hälfte des 13. Jahrhunderts. Über die weitere Geschichte des Sakralbaus ist bislang nicht viel überliefert. Einen großen Umbau erlebte das Bauwerk in der zweiten Hälfte des 19. Jahrhunderts. Zu dieser Zeit entstanden der Westturm sowie die Empore. Ebenso wurden die Fenster vergrößert. Anfang des 20. Jahrhunderts kam ein Anbau an der Chornordseite hinzu.

## Baubeschreibung

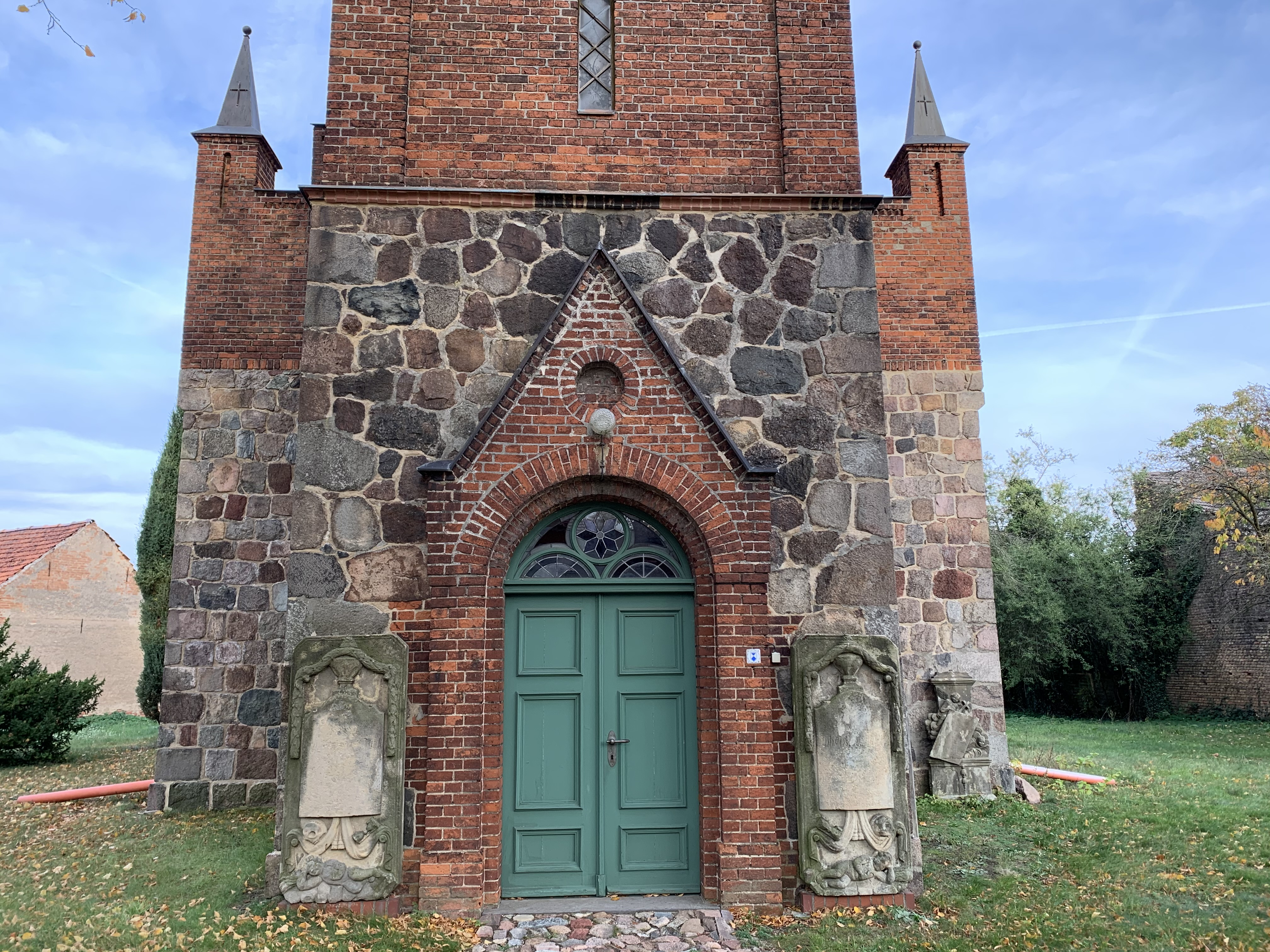
Westportal

Die Saalkirche wurde aus Feldsteinen errichtet und mit einem eingezogenen Chor sowie einer Apsis ausgestattet. Sie gilt damit als vollständige Anlage. Die Feldsteine der Apsis wurden vergleichsweise sorgfältig behauen und lagig geschichtet. An der Nordost- und Südostseite ist je ein rundbogenförmiges Fenster, an dessen Laibung Ausbesserungsarbeiten aus hellem Putz erkennbar sind. Nach Osten stabilisiert ein massiver, zweifach getreppter Strebepfeiler aus Mischmauerwerk das Bauwerk. Die Apsis trägt ein halbkreisförmiges Dach. Daran schließt sich der leicht eingezogene Chor an. Die Ostwand ist geschlossen, der Giebel aus kleinen, unbehauenen Feldsteinen errichtet. Das könnte darauf hindeuten, dass er zu einem früheren Zeitpunkt verbrettert oder verputzt war. Die Chornordseite wird von einem modernen Anbau aus dem 20. Jahrhundert dominiert. Der rechteckige Anbau auf einem Feldsteinsockel besitzt einen Zugang von Westen sowie drei ellipsenförmige Fenster an seiner Nordseite. Er trägt ein schlichtes Satteldach, das jedoch nach Norden hin abgewalmt ist. An der Südseite des Chors sind zwei hochgestellte Rundbogenfenster, deren Laibung zu einem späteren Zeitpunkt mit rötlichem Mauerstein eingefasst wurden. Nach Westen ist eine Priesterpforte, die noch aus der Bauzeit stammen könnte.
Das Kirchenschiff hat einen rechteckigen Grundriss. An der Nord- und Südseite sind je drei große Rundbogenfenster, die in der zweiten Hälfte des 19. Jahrhunderts stark vergrößert wurden. Schiff und Chor tragen ein Satteldach. Der Turm ist bis zur Traufe des Kirchenschiffs aus Feldsteinen, darüber aus rötlichem Backstein errichtet. Er kann durch ein großes Backsteinportal von Westen her betreten werden. Es hat einen giebelförmigen Aufsatz mit einer kreisförmigen Blende. Seitlich am Übergang vom Schiff zum Turm sind zwei kleine Fialen. Ein Gesims trennt den oberen, schlankeren Teil ab, in dem sich an allen vier Seiten eine rundbogenförmige Klangarkade befindet. Oberhalb dieser Öffnung läuft der Turm spitzförmig zu und nimmt eine Turmuhr auf. Der Turmhelm ist sechsfach geknickt und mit schwarzem Schiefer gedeckt. Er schließt mit Turmkugel und Kreuz ab.

## Ausstattung
Die Kirche verfügt über eine moderne Ausstattung, nachdem ein barocker Altar bei Renovierungsarbeiten und durch Schwammbefall verloren ging. An seiner Stelle entstand ein Altar aus Feldsteinen. Lediglich die Hufeisenempore stammt aus dem Anfang des 20. Jahrhunderts. Daneben stehen mehrere Grabsteine aus dem 17. und 18. Jahrhundert in der Kirche. Ein Epitaph erinnert an den im Jahr 1740 verstorbenen Pastor Christian Koether. Seine Vita ist auf dem Tuchgehänge hinterlegt. Die flache Holzdecke und die Orgelempore sind mit Bauernmalerei verziert.
An der Südseite des Westturms sowie der Südwestseite des Kirchenschiffs stehen weitere Epitaphe, darunter zwei mit schlafenden Putti und einer Urne. Nördlich des Bauwerks erinnert ein Denkmal an die Gefallenen der Weltkriege.